# Grande Prêmio da Alemanha de 1962
Resultados do Grande Prêmio da Alemanha de Fórmula 1 realizado em Nürburgring em 5 de agosto de 1962. Sexta etapa da temporada, teve como vencedor o britânico Graham Hill, da BRM.

## Resumo
Foi a primeira corrida da equipe Brabham na Fórmula 1.

## Classificação da prova
| Pos. | Nº | Piloto                  | Construtor     | Voltas | Tempo/Diferença | Grid | Pontos |
| ---- | -- | ----------------------- | -------------- | ------ | --------------- | ---- | ------ |
| 1    | 11 | Graham Hill             | BRM            | 15     | 2:38:45.3       | 2    | 9      |
| 2    | 14 | John Surtees            | Lola-Climax    | 15     | + 2.5           | 4    | 6      |
| 3    | 7  | Dan Gurney              | Porsche        | 15     | + 4.4           | 1    | 4      |
| 4    | 5  | Jim Clark               | Lotus-Climax   | 15     | + 42.1          | 3    | 3      |
| 5    | 9  | Bruce McLaren           | Cooper-Climax  | 15     | + 1:19.6        | 5    | 2      |
| 6    | 3  | Ricardo Rodríguez       | Ferrari        | 15     | + 1:23.8        | 10   | 1      |
| 7    | 8  | Jo Bonnier              | Porsche        | 15     | + 4:37.3        | 6    |        |
| 8    | 12 | Richie Ginther          | BRM            | 15     | + 5:00.1        | 7    |        |
| 9    | 10 | Tony Maggs              | Cooper-Climax  | 15     | + 5:07.0        | 23   |        |
| 10   | 2  | Giancarlo Baghetti      | Ferrari        | 15     | + 8:14.7        | 13   |        |
| 11   | 25 | Ian Burgess             | Cooper-Climax  | 15     | + 8:15.3        | 16   |        |
| 12   | 19 | Jo Siffert              | Lotus-Climax   | 15     | + 8:15.5        | 17   |        |
| 13   | 18 | Carel Godin de Beaufort | Porsche        | 15     | + 9:11.8        | 8    |        |
| 14   | 32 | Heini Walter            | Porsche        | 14     | + 1 volta       | 14   |        |
| 15   | 26 | Nino Vaccarella         | Porsche        | 14     | + 1 volta       | 15   |        |
| 16   | 21 | Lucien Bianchi          | ENB-Maserati   | 14     | + 1 volta       | 25   |        |
| Ret  | 20 | Jackie Lewis            | Cooper-Climax  | 10     | Suspensão       | 21   |        |
| Ret  | 1  | Phil Hill               | Ferrari        | 9      | Suspensão       | 12   |        |
| Ret  | 16 | Jack Brabham            | Brabham-Climax | 9      | Regulador       | 24   |        |
| Ret  | 27 | Keith Greene            | Gilby-BRM      | 7      | Suspensão       | 19   |        |
| Ret  | 15 | Roy Salvadori           | Lola-Climax    | 4      | Câmbio          | 9    |        |
| Ret  | 17 | Maurice Trintignant     | Lotus-Climax   | 4      | Câmbio          | 11   |        |
| Ret  | 4  | Lorenzo Bandini         | Ferrari        | 4      | Acidente        | 18   |        |
| Ret  | 28 | Heinz Schiller          | Lotus-BRM      | 4      | Pressão do óleo | 20   |        |
| Ret  | 31 | Bernard Collomb         | Cooper-Climax  | 2      | Câmbio          | 22   |        |
| Ret  | 6  | Trevor Taylor           | Lotus-Climax   | 0      | Acidente        | 26   |        |
| DNQ  | 29 | Tony Shelly             | Lotus-Climax   |        |                 |      |        |
| DNQ  | 34 | Wolfgang Seidel         | Lotus-BRM      |        |                 |      |        |
| DNQ  | 30 | Jay Chamberlain         | Lotus-Climax   |        |                 |      |        |
| DNQ  | 34 | Günther Seiffert        | Lotus-BRM      |        |                 |      |        |

## Tabela do campeonato após a corrida
|   | Pos. | Piloto        | Pontos |
| - | ---- | ------------- | ------ |
|   | 1    | Graham Hill   | 28     |
|   | 2    | Jim Clark     | 21     |
| 2 | 3    | John Surtees  | 19     |
| 1 | 4    | Bruce McLaren | 18     |
| 1 | 5    | Phil Hill     | 14     |

|   | Pos. | Construtor    | Pontos  |
| - | ---- | ------------- | ------- |
| 1 | 1    | BRM           | 31 (32) |
| 1 | 2    | Lotus-Climax  | 27      |
|   | 3    | Cooper-Climax | 23      |
| 1 | 4    | Lola-Climax   | 19      |
| 1 | 5    | Porsche       | 16      |

- Nota: Somente as primeiras cinco posições estão listadas. Apenas os cinco melhores resultados, dentre pilotos ou equipes, eram computados visando o título. Neste ponto esclarecemos: conforme o site oficial da Fórmula 1, a partir de 1962 seriam atribuídos nove pontos tanto para o piloto quanto à equipe vencedora e na tabela dos construtores figurava somente o melhor colocado dentre os carros de um time.